# Srbski obrambni pes
Srbski obrambni pes (srbsko srpski odbrambeni pas) ali SOP je pes novejše pasme, ki je bil vzgojen za namene osebnega varovanja oziroma varovanja premičnega in nepremičnega premoženja. Pasma je nastala z večletnimi križanji poznanih čuvajskih pasem in volka na prostoru bivše Jugoslavije. Pes nima značilnega duha (kot volk), zato se ga druge pasme psov izogibajo. Pes je primeren za šolanje za varovanje.